# Gabriela Olăraşu
Gabriela Olăraşu foi uma jogadora de xadrez da Roménia, com diversas participações nas Olimpíadas de xadrez. Gabriela participou das edições de 1984 a 2004 tendo conquistado três medalhas no total. Nas edições de 1984 e 1986 conquistou a medalha de bronze por participação de equipes no primeiro tabuleiro reserva. Conquistou também a medalha de ouro por participação individual em 1986 novamente no primeiro tabuleiro reserva.